# Guglielmo Embriaco
(Testadimaglio ai suoi uomini durante la presa di Cesarea, Caffaro di Rustico da Caschifellone, Annali)
Guglielmo Embrìaco Testadimaglio (Genova, ... – 1102) è stato un generale italiano, uno dei maggiori personaggi storici medievali di Genova e uno dei padri della Compagna Communis, il Comune in nuce da cui sarebbe sorta la Repubblica di Genova.

## Biografia
Nacque a Genova e visse fra la seconda metà dell'XI e la prima del XII secolo dal visconte Guido di Manesseno, quindi fratello di Guido, Arnaldo ed Oberto Spinola, Primo de' Castro ed altri.
L'appellativo testadimaglio (caputmallei) gli derivò dalla fama di guerriero indomito e per la sua probabile forza fisica.

### Guerriero e mercante
Guerriero (miles christianus) e mercante (januensis ergo mercator) al tempo stesso: questo fu, secondo gli storici, Embriaco, condottiero destinato a diventare capostipite di una prestigiosa dinastia genovese che avrebbe partecipato per lunghi decenni al governo cittadino e guadagnato diritto di signorìa per concessione di Bertrando di Saint-Gilles sulla città-porto fenicia di Byblos (o Gibelletto), sulla costa del Libano.
Non disgiunse mai il suo impegno in nome della Chiesa di Genova — con la quale la nascente oligarchia che avrebbe governato la città per quasi ottocento anni, della quale Embriaco faceva parte, doveva pur sempre fare i conti — e il profitto personale o quantomeno familiare, ma anche quello della città sotto la cui bandiera compiva le proprie spedizioni, una città destinata a confermarsi nell'arco di pochi decenni come unica e vera e propria porta sul mar Mediterraneo.

### In Terra Santa

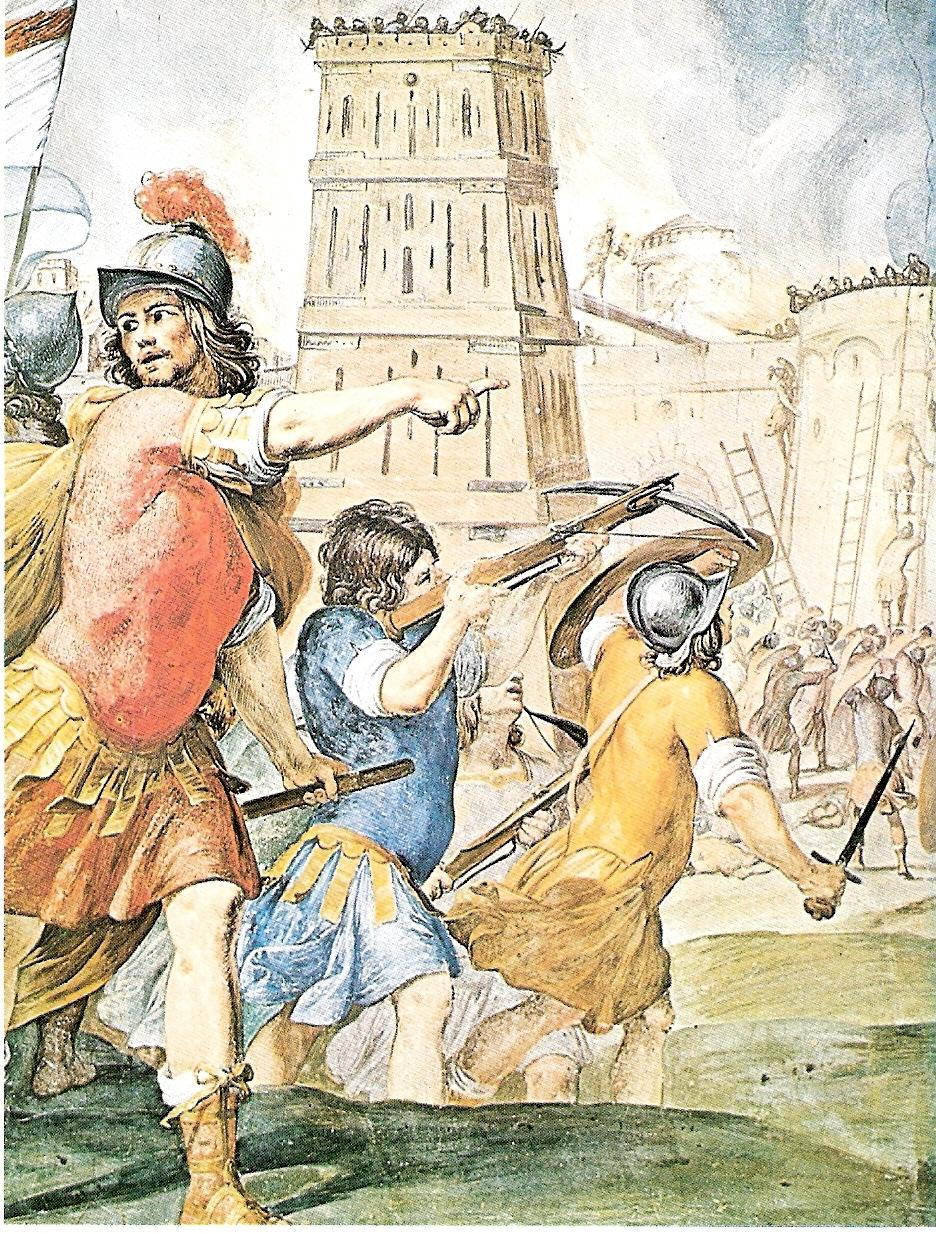
Raffigurazione della conquista di Gerusalemme del 1099. Dipinto di Giovanni Battista Carlone nella cappella di palazzo Ducale.

Nel 1099 Guglielmo Embriaco, detto “Caput mallei” insieme al fratello Primo de' Castro, armò due galere, l'Embriaga e la Grifona e, con circa 200 genovesi fra marinai, soldati e balestrieri, salpò alla volta di Giaffa.
Accortosi dell’arrivo di una numerosa flotta musulmana, sbarcò nel porto della città, fece smontare letteralmente le navi, travestendosi da mercante in carovana percorre 20 chilometri che lo separano da Gerusalemme.
Giunto al campo crociato si fa ricevere da Goffredo di Buglione, comandante delle forze cristiane e, in cambio di un cospicuo bottino, promette di conquistare la città con i suoi 200 genovesi laddove non erano riusciti gli alleati in oltre 10’000 uomini.
Fra l’ilarità generale con il legname delle navi fece alzare delle torri alte quaranta metri, le ricoprì di pece come collante e per renderle viscide, e le posizionò sul lato sud della cerchia, da lui ritenuto il più debole.
Sopra le torri, mentre le catapulte Genovesi devastavano le mura, i balestrieri degli Embriaci scagliavano i loro terribili dardi di ogni tipo.
Embriaco guidò l’assalto decisivo, scalando per primo le mura e terrorizzando i nemici con un manipolo d’assalto.
Gerusalemme fu conquistata e i Genovesi consegnarono le chiavi della città a Baldovino di Fiandra primo re cristiano del Regno latino.
Goffredo di Buglione mantenne il patto e i genovesi scelsero per primi il bottino, prendendo un fondaco, un pozzo, una piazza, una chiesa, trenta case e un terzo del bottino di tutta la città.
Sull’architrave del Santo Sepolcro venne inciso a lettere d’oro “Praepotens Genuensium Praesidium” (“Grazie allo strapotere dei genovesi”) a memoria dell’incredibile impresa dei Genovesi.
Tra i numerosi tesori che Guglielmo porterà in patria, il Sacro Catino, a quell’epoca e per secoli ritenuto il Santo Graal e le ceneri del Battista, entrambi conservati in San Lorenzo, a Genova.
A riconoscimento del prestigio acquisito, per decreto consolare, tutte le torri cittadine verranno mozzate, in modo che nessuna superi in altezza quella del condottiero.
Le gesta di Embriaco a Cesarea (1101) sono state immortalate da Caffaro di Rustico da Caschifellone, in apertura dei suoi celebri Annali iniziati a scrivere intorno alla metà del XII secolo, e poi anche da Torquato Tasso nella Gerusalemme liberata. In un altro testo storico dello stesso Caffaro — la Lyberatio civitatum Orientis — vengono invece esaminate più dettagliatamente le vicende storiche che portarono i membri della dinastia degli Embriaci al controllo — per un tempo prefissato di vent'anni — della città di Biblo. Va ricordato che Caffaro — navigatore e guerriero prima che storico e analista — era stato compagno d'armi e di navigazione in numerose imprese di conquista di città della costa orientale del Mar Mediterraneo, fino alle porte del Bosforo.

## Galleria d'immagini

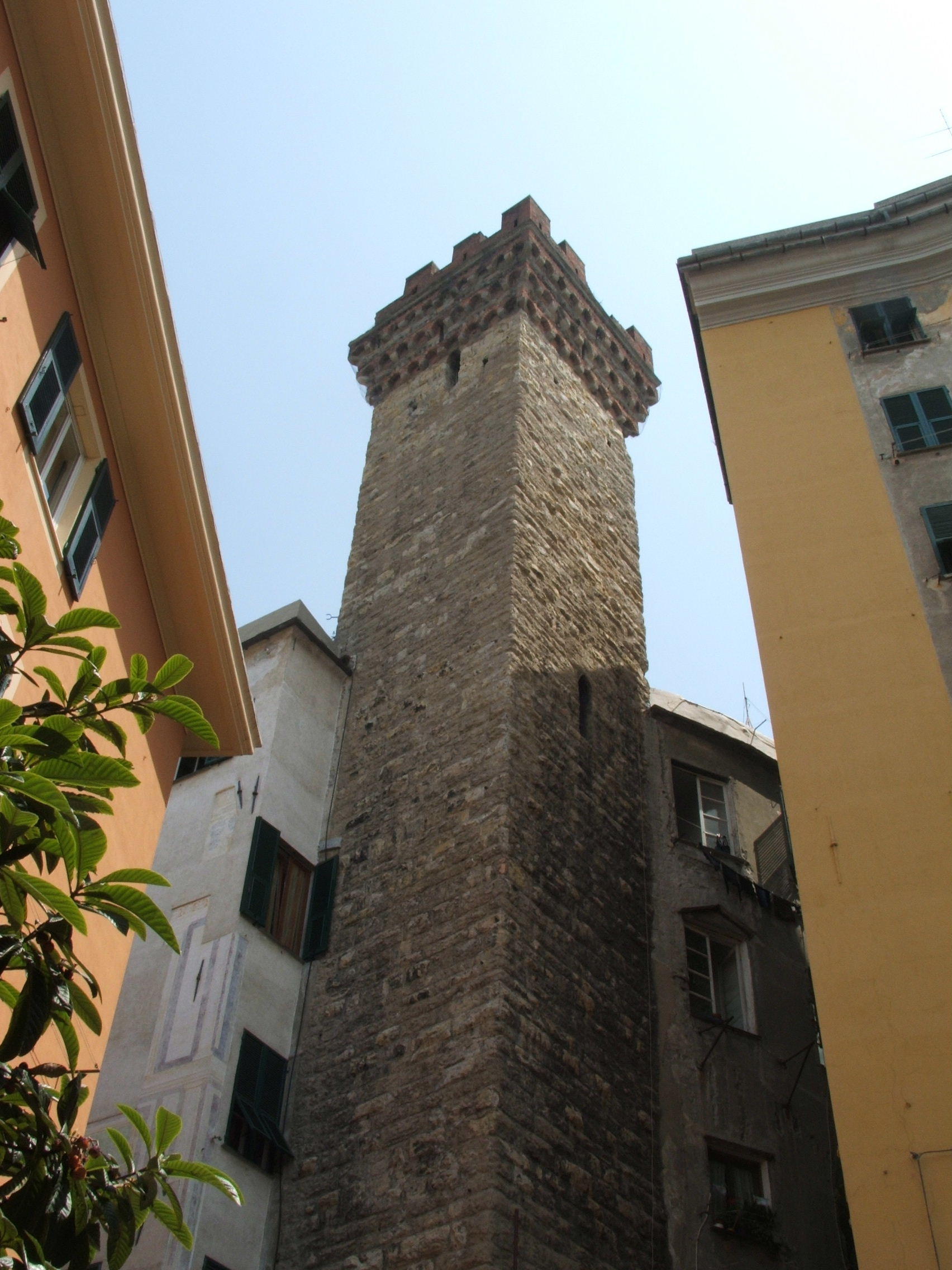
Torre degli Embriaci a Castello, centro storico di Genova